# 장장 노면전차
장장 노면전차(중국어: 张江有轨电车)는 상하이에서 운영되는 유일한 두 개의 노면전차 노선 중 하나이며, 다른 하나는 숭장 노면전차(松江有轨电车)이다. 이 노선은 프랑스 트랜스로(Translohr) 회사가 제조 한 시스템을 사용한다. 상하이는 원래 도시 중심에 철제 차륜이 달린 전차 노선을 가지고 있었다. 노선은 점진적으로 확장되고 1925년에는 328개의 전차로 최대 범위에 도달했다. 이 전차 시스템은 1975년에 폐쇄되었다. 노면 전차는 2010년 교외 장장가오커지유안 구(张江高科技园区)에서 고무 차륜 트랜스로 노선을 통해 상하이에 전차가 다시 생겼다. 중국과 아시아에서 (톈진 개발구 유도전차 1호선 이후)두 번째로 갖춘 고무 차륜 노면전차 시스템이다.
장장 노면전차는 2007년 12월 23일에 공사를 시작했다. 건설은 원래 2008년 12월에 완공될 예정이었으나, 2009년 12월 31일까지 운행이 지연되어 1년이 걸렸다. 2010년 1월 1일에 영업 운행을 시작했다. 장장 노면전차는 상하이 지하철 2호선의 장장가오커 역에서 허칭 진(合庆镇)까지 10 km (6.2 mi) 이동하며 15개의 정류장이 있다.

## 역사
당시 계획된 지역이었기 때문에 마을의 이웃 사이를 통학하는 것이 늘 어려웠던 장장 진(중국어: 张江镇)에 새로운 대중교통 시스템을 계획했다. 트랜스로 트램은 푸둥(황푸강의 동쪽 해안) 신도시의 심장부 지역에 있는 장장 진에 건설되었다. 경제 기술 개발 구역 조례로 인해 이 지역에서는 소음을 최소화해야 했다. 전통적인 철제 차륜 트램은 운행 중에 많은 진동과 소리를 발생시킨다. 이 트램의 고무 차륜은 진동을 줄여 결과적으로 소음을 줄여준다. 또한 장장 진의 도로는 매우 언덕이 많으며, 고무 차륜 전차는 기존의 철제 차륜 전차보다 쉽게 가파르게 올라갈 수 있다. 또 다른 이점은 철제 차륜 차량처럼 별도의 궤도가 필요하지 않으므로 전력선, 전화선, 하수도/수도관과 같은 지하 네트워크의 교란이 적다.

### 연혁
- 2007년 - 고무차륜 트램 공사 착공.
- 2009년 - 시운전 개시.
- 2010년 - 영업 운행 개시.

## 역 목록
전차 노선은 장장가오커지유안 구에서 허칭 진까지 운행된다.
- 장장가오커 역(张江地铁站, Zhangjiang Hi-Tech Park Station)
- 비보루 가오커루 역 (碧波路高科路站, Bibo Road Gaoke Road Station)
- 화퉈루 다얼원루 역 (华佗路达尔文路站, Huatuo Road Daerwen Road Station)
- 화퉈루 커위안루 역 (华佗路科苑路站, Huatuo Road Keyuan Road Station)
- 차이룬루 진커루 역 (蔡伦路金科路站, Cailun Road Jinke Road Station)
- 차이룬루 하레이루 역 (蔡伦路哈雷路站, Cailun Road Halei Road Station)
- 거바이니루 리빙루 역 (哥白尼路李冰路站, Gebaini Road Libing Road Station)
- 쯔웨이루 가오쓰루 역 (紫薇路高斯路站, Ziwei Road Gaosi Road Station)
- 가오쓰루 장장루 역 (高斯路张江路站, Gaosi Road Zhangjiang Road Station)
- 장장 중학 역 (张江中学站, Zhangjiang Middle School Station)
- 광란루 주청지루 역 (广兰路祖冲之路站, Guanglan Road Zuchongzhi Road Station)
- 광란루 단구이루 역 (广兰路丹桂路站, Guanglan Road Dangui Road Station)
- 단구이루 칭퉁루 역 (丹桂路青桐路站, Dangui Road Qingtong Road Station)
- 단구이루 장둥루 역 (丹桂路张东路站, Dangui Road Zhangdong Road Station)
- 장둥루 진추루 역 (张东路金秋路站, Zhangdong Road Jinqiu Road Station)

## 노선 정보
- 영업 길이 - 10 km.
- 개통일자 - 2010년 1월 1일
- 운행 시간 - 오전 5:45 ~ 오후 11:00
- 배차 간격 - 3분 (2015년 후반까지는 15 분).[3]

## 철도 차량
철도 차량은 트랜스로(Translohr)형식으로, 각각 3량으로 구성된 9량의 다중 편성으로 구성된다. 바닥이 낮고, 완전한 공기조화가 가능하며, 고속으로 운행할 수 있다..

## 특징
대부분의 장장 노면전차 노선은 도로의 중심을 따라 운행하는 반면, 일부 역은 교차로에 위치하고 상대식 승강장을 갖추고 있으며, , 두 터미널은 중앙 승강장을 가지고 있다.. 장장 전차 출입문을 열때는, 승객이 정차를 요청하면 녹색 표시등이 켜지고, 다음 정류장에서 문이 열린다. 정지 요구가 없으면 문은 닫힌 상태로 유지된다.

## 종착지
장장가오커지유안 구(张江高科技园区)와 허칭 진(合庆镇)은 장장 노면전차의 두 터미널이다. 전차는 허징 진의 노선 동쪽 끝에 있는 실내 시설에 주박된다.

## 조정
전차 노선은 도로 중간이나 또는 전용 궤도를 통해 운행된다. 고무차륜 때문에 전차는 콘크리트 도로에서만 운행할 수 있으며, 때문에 풀밭에서 선로를 긋는 것은 불가능하다. 모든 정류장에는 섬식 승강장이 있다.

## 발권
이 전차는 1인당 2 위안의 요금을 받는다.

## 같이 보기
- 창춘 노면전차
- 홍콩 트램
- 상하이 지하철
- 선양 노면전차
- 톈진 개발구 유도전차 1호선
- 다롄 노면전차
- 상하이의 트롤리버스